# Greenknowe Tower
Greenknowe Tower ist ein Tower House neben der Fernstraße A6105, direkt westlich des Dorfes Gordon in der schottischen Council Area Scottish Borders. Das Tower House aus dem 16. Jahrhundert ist heute eine Ruine ohne Dach, aber sein Mauerwerk ist gut erhalten. Greenknowe Tower gilt als gutes Beispiel für die späteren Tower Houses, die eher als Wohnturm denn zur Verteidigung dienten. Er wird von Historic Scotland verwaltet und ist als Scheduled Monument klassifiziert.

## Geschichte
Die Ländereien von Greenknowe erwarben die Setons von Touch Anfang des 15. Jahrhunderts, als Alexander Seton eine Erbin aus der Familie Gordon heiratete. Das Tower House ließ James Seton 1581 errichten; dieses Baujahr, Setons Initialen und die seiner Gattin, Janet, geb. Edmonstone, sind über der Tür eingemeißelt. Das Haus steht auf einem niedrigen, natürlichen Mound, der ursprünglich, auch zur Verteidigung, von sumpfigem Gelände umgeben war.
Im 17. Jahrhundert wurde das Tower House an die Pringles von Stichill verkauft, die Anbauten anfügen und die Fenster vergrößern ließen und so das Gebäude den weniger gefährlichen Zeiten anpassten. Bis Mitte des 19. Jahrhunderts war der Greenknowe Tower bewohnt und ging 1937 nach einer Restaurierung in staatliche Verwaltung über.

## Architektur

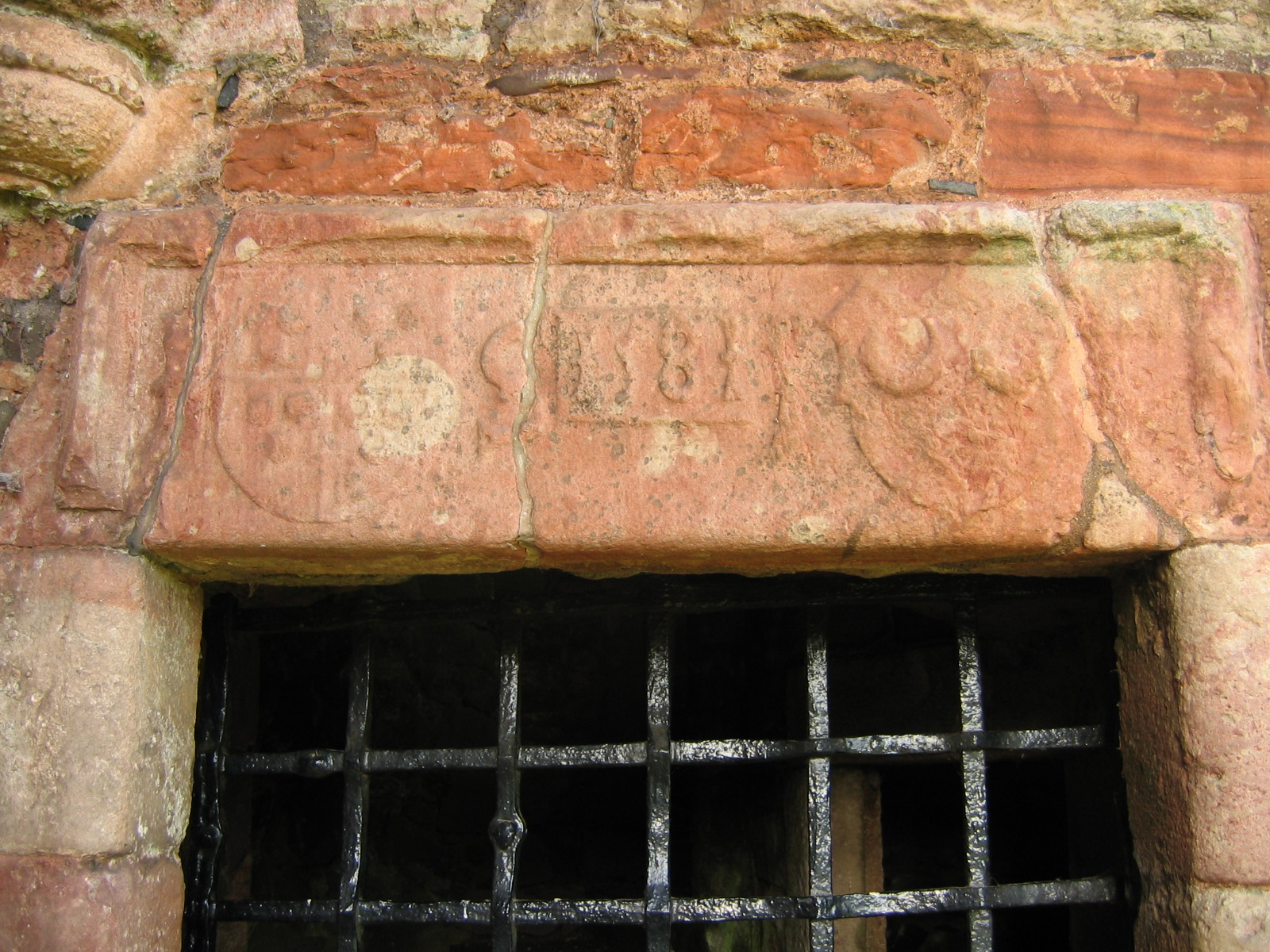
Beschriftung über der Tür: IS für James Seton, IE für Janet Edmonstone, seine Gattin, mit den entsprechenden Wappen und dem Baujahr 1581

Greenknowe Tower ist ein Beispiel für ein Tower House mit L-förmigem Grundriss, einem vierstöckigen Hauptblock und einem fünf Stockwerke hohen Treppenflügel an dessen Ostseite. Der Hauptblock bedeckt eine Fläche von etwa 10,5 × 7 Metern; seine Mauern sind 1,2 Meter dick. Der Treppenflügel springt 3,3 Meter vor und ist 4,5 Meter breit.
Den Zugang vermittelt eine Tür im Innenwinkel des Gebäudes, die noch ihr ursprüngliches Eisengitter besitzt. Durch sie gelangt man in ein Erdgeschoss mit Gewölbedecke, das ursprünglich in Küche und Lagerkeller aufgeteilt war. Die Küche ist mit einer breiten Feuerstelle, einem Spülbecken und einem Geschirrschrank an der Nordwand ausgestattet. Eine Klappe führt nach oben in den Rittersaal. In der Decke sind noch eiserne Fleischhaken erhalten.
Unterhalb der Treppe befindet sich eine kleine Kammer, die Zugang zu einer nach Osten gerichteten Schießscharte gewährt. Die breite Treppe mit Absatz führt zum Rittersaal, von dem aus eine kleinere Treppe zu den oberen Stockwerken führt. Diese Wendeltreppe liegt in einer im 1. Obergeschoss vorspringenden Tourelle im Innenwinkel des Gebäudes.
Der Rittersaal füllt das erste Obergeschoss des Hauptblocks aus. An der Ostmauer liegt ein großer, offener Kamin und sie hat vier große Fenster. Heute zugemauerte Türen in der Nordmauer des Rittersaals und der Treppe gewährten einst Zugang zum Nordflügel, der im 17. Jahrhundert errichtet, später aber wieder abgerissen wurde. Über dem Rittersaal hatten die beiden oberen Stockwerke im Hauptblock je zwei Räume, während sich im Ostflügel vier Räume, alle übereinander, befanden. Alle Räume waren mit offenen Kaminen ausgestattet.
Die Mauern sind aus Bruchstein; verwendet wurden örtlich verfügbarer Basalt und roter Sandstein für die Details und die Schlusssteine der Staffelgiebel. Scharwachtürme oder Ecktürmchen finden sich an der Nordwestecke und der Südostecke des Hauptblocks sowie an der Südostecke des Ostflügels. Das Türmchen am Ostflügel hatte auch Maschikulis.
Das Tower House hatte einst fünf schöne Gärten im Westen, von denen heute keine Spur mehr erhalten ist. Die Fundamente eines Nebengebäudes liegen nordöstlich des Hauses.